# HCL 도미노
HCL 노츠(이전 이름: 로터스 노츠/Lotus Notes, IBM 노츠/IBM Notes)와 HCL 도미노(이전 이름: 로터스 도미노/Lotus Domino, IBM 도미노/IBM Domino)는 유닉스(AIX 및 IBM i), 윈도우, 리눅스 및 macOS를 위한 독점적인 협업 소프트웨어 플랫폼 역할을 하는 클라이언트와 서버이다. 2018년 인도회사 HCL이 인수하여 현재는 HCL 도미노가 되었다.
HCL 노츠는 이메일, 일정관리, 할 일 목록, 연락처 관리, 팀룸(teamroom), 토론 포럼, 파일 공유, 마이크로블로그, 인스턴트 메신저, 블로그, 문서 라이브러리, 사용자 디렉터리 및 사용자 지정 애플리케이션과 같은 비즈니스 협업 기능을 제공한다. 또, HCL 노츠는 다른 HCL 도미노 응용 프로그램들 및 데이터베이스들과의 접근과 통합을 제공한다.
로터스 회사는 원래 1989년에 "로터스 노츠/Lotus Notes"를 개발하였고, IBM은 1995년 로터스를 인수하여 IBM의 로터스 부문으로 알려지게 되었다. 2018년 12월 6일, IBM은 노츠와 도미노를 포함한 많은 소프트웨어 제품을 HCL Tech에 18억 달러에 판매하였고, 본 인수는 2019년 7월 만료되었다.

## 구성 요소
HCL 노츠와 도미노 제품은 다음의 구성 요소를 이룬다:
- HCL 노츠 클라이언트 애플리케이션 (버전 8 이후로 이클립스 기반)
- HCL 노츠 클라이언트 (리치 콘텐츠, HCL iNotes, HCL Verse라 불리는 웹 클라이언트, HCL 트래블러를 통한 모바일 클라이언트)
- HCL 도미노 서버
- HCL 도미노 관리자 클라이언트
- HCL 도미노 디자이너 (이클립스 기반 통합 개발 환경)

## 개요

### 클라이언트/서버
HCL 노츠와 도미노는 NoSQL 클라이언트/서버 데이터베이스 환경이다. 서버 소프트웨어는 HCL 도미노이고, 클라이언트 소프트웨어는 HCL 노츠이다.

### 데이터 복제
HCL 노츠의 최초 버전에는 일반화된 복제 기능이 포함되었다. 이 기능은 본연적으로 유즈넷과 같은 전작과는 구별되며, HCL 노츠를 현재 일부 형태의 동기화나 복제를 제공하는 다른 수많은 시스템들과 차별화하는 것을 계속하고 있다. HCL 노츠와 도미노의 복제 기능은 이메일, 달력, 연락처에 국한되지 않는다. 노츠 스토리지 기능(.nsf) 파일을 사용하는 모든 프로그램의 데이터에 사용이 가능하다.